# 戴正呉
戴 正呉（たい せいご、Tai Jeng-wu、1951年9月3日  - ）は、台湾出身の実業家。フォックスコン副總裁、シャープ代表取締役会長兼CEO兼台湾代表。

## 人物・経歴
台湾の宜蘭県頭城鎮出身。1974年大同工学院（現大同大学）化学工程学系卒業後、大同股份有限公司を経て、1986年鴻海精密工業股份有限公司入社。2001年鴻海精密工業股份有限公司董事代表人。2004年鴻海科技集團副總裁。2009年乙盛精密工業股份公司董事。2012年天鈺科技股份公司董事代表人。
2016年から鴻海科技集團の傘下となったシャープの代表取締役社長として経営再建にあたり、債務超過の解消や業績の急回復により、2017年には東京証券取引所1部への復帰を果たした。2018年シャープ代表取締役会長兼社長兼台湾代表。2020年シャープ代表取締役会長兼CEO。2022年退任。